# Siedlung Dornbusch West
Koordinaten: 50° 9′ N, 8° 40′ O
Die Siedlung Dornbusch West befindet sich im Frankfurter Stadtteil Dornbusch östlich der Eschersheimer Landstraße zwischen Marbachweg und Sinaipark.

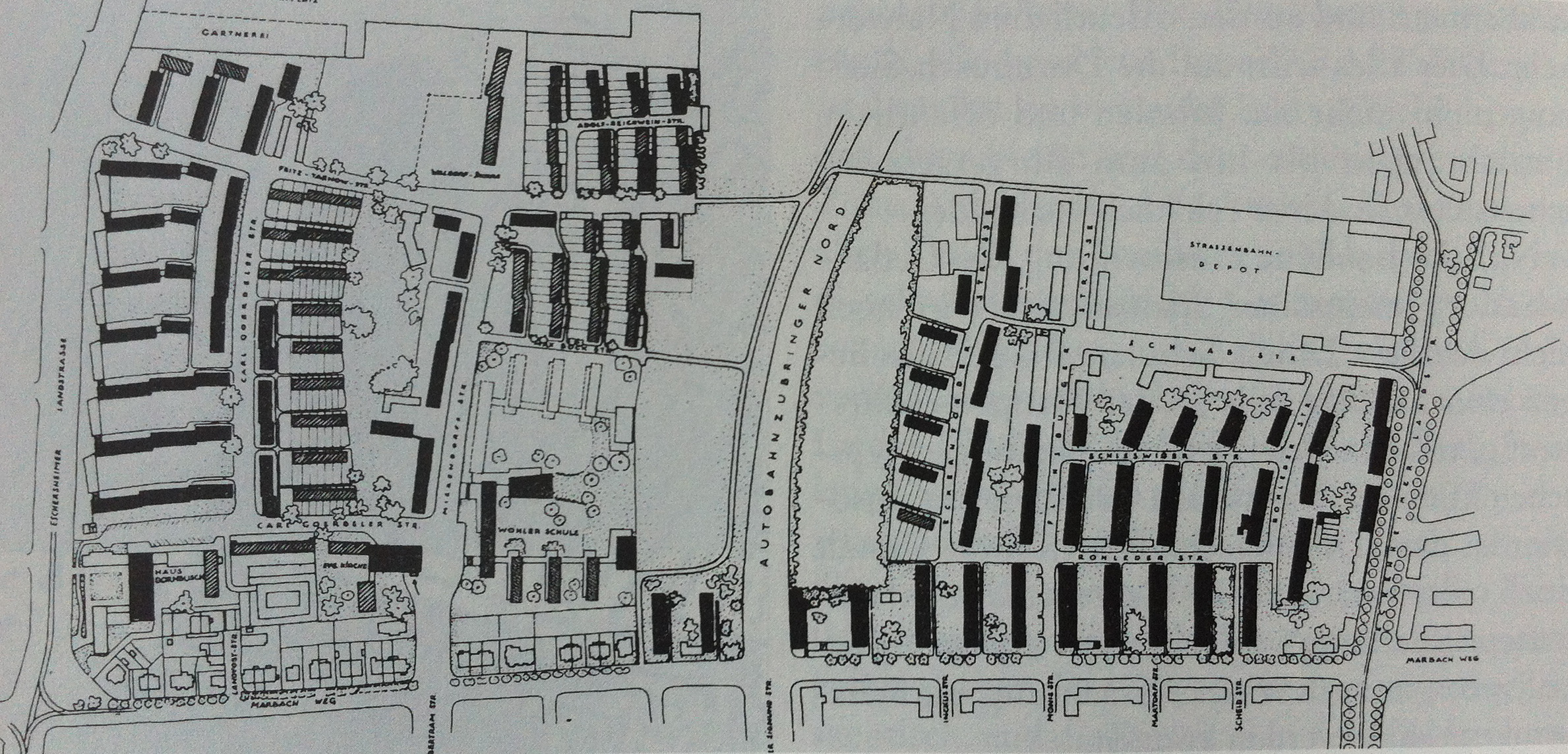
Lageplan der Dornbusch-Siedlungen West und Ost

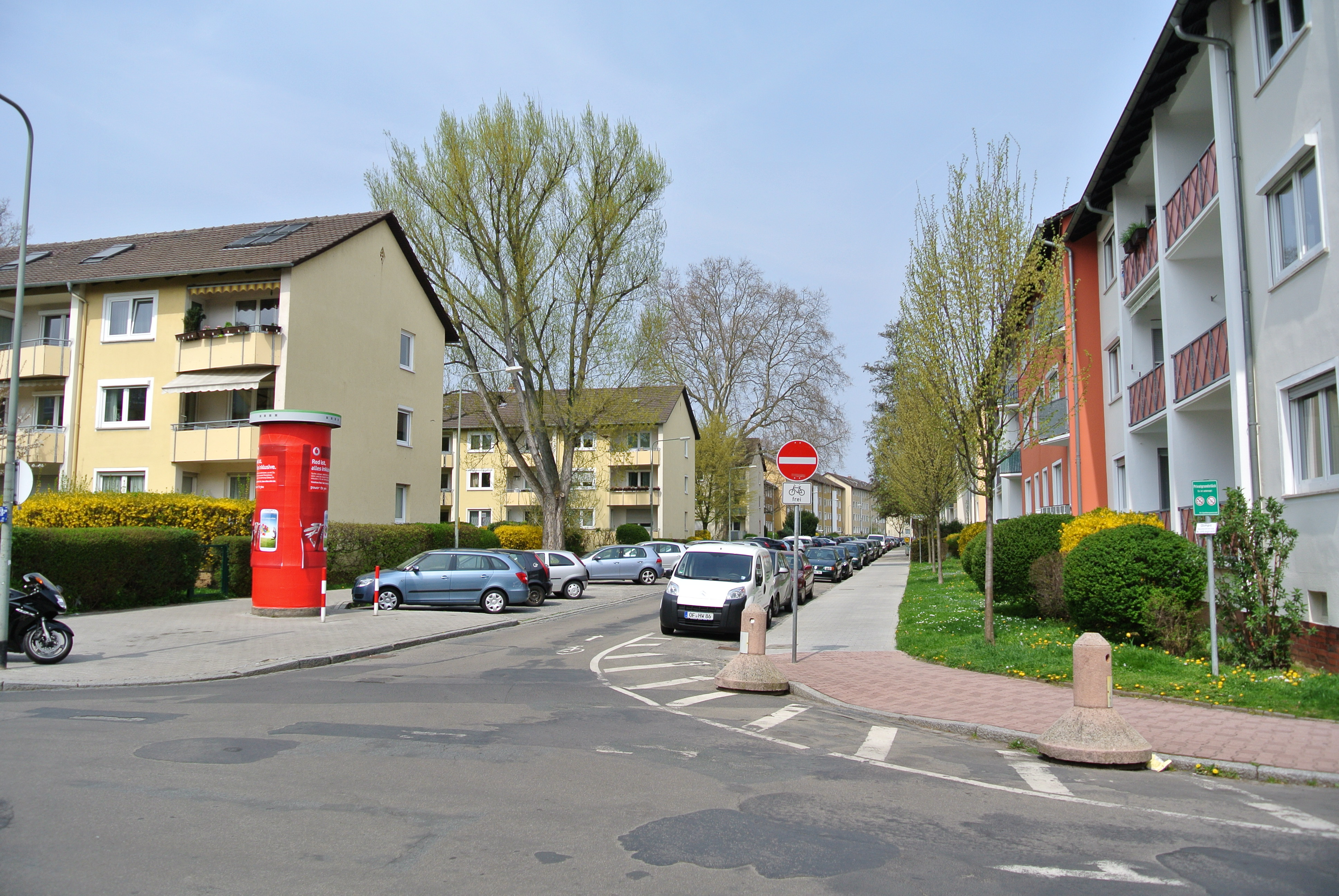
Dornbusch-Siedlung: Carl-Goerdeler-Straße, Nordteil

## Entstehung und Entwicklung
Die Siedlung Dornbusch West wurde in der Zeit zwischen 1952 und 1959 mit Mitteln des Sozialen Wohnungsbaus von der Gemeinnützigen Wohnungs- und Siedlungsbaugesellschaft mbH (Gewobag) errichtet. An ihrer Konzipierung war auch Hans Martin Kampffmeyer beteiligt, der zu dieser Zeit Kaufmännischer Direktor der Gewobag und später Frankfurter Planungsdezernent war.

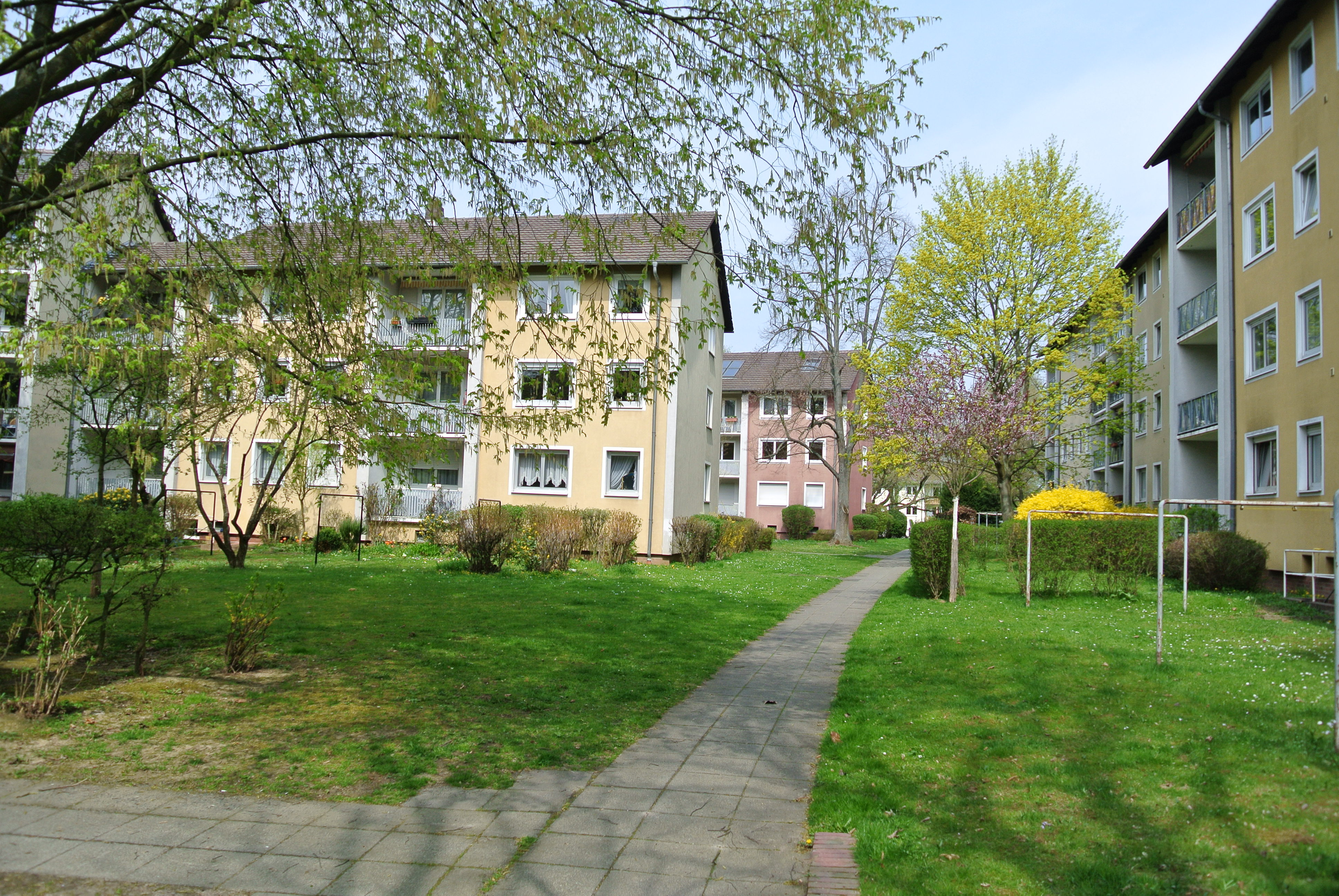
Dornbusch-Siedlung: Grüne Höfe

Es wurden 800 Wohnungen gebaut, davon 640 Geschosswohnungen und 160 Einfamilienhäuser. Die städtebauliche Anordnung folgte dem damaligen Leitbild einer aufgelockerten Stadt in Zeilenbauweise. Die drei- bis viergeschossigen, leicht versetzt angeordneten Wohngebäude stehen meist quer zur Straße. Über Wohnwege erreicht man auch die zweigeschossigen Einfamilienreihenhäuser. Im Norden der Siedlung setzt ein neungeschossiges Wohnhochhaus einen städtebaulichen Akzent.
Erschlossen ist die Siedlung von der Eschersheimer Landstraße über die Fritz-Tarnow- und die Carl-Goerdeler-Straße. Vom Marbachweg gelangt man über die Mierendorffstraße in das Gebiet. Adolf-Reichwein- und Max-Bock-Straße sind untergeordnete Anliegerstraßen. Mit den U-Bahn-Stationen Fritz-Tarnow-Straße und Dornbusch befinden sich Haltepunkte des öffentlichen Verkehrs in der Nähe.

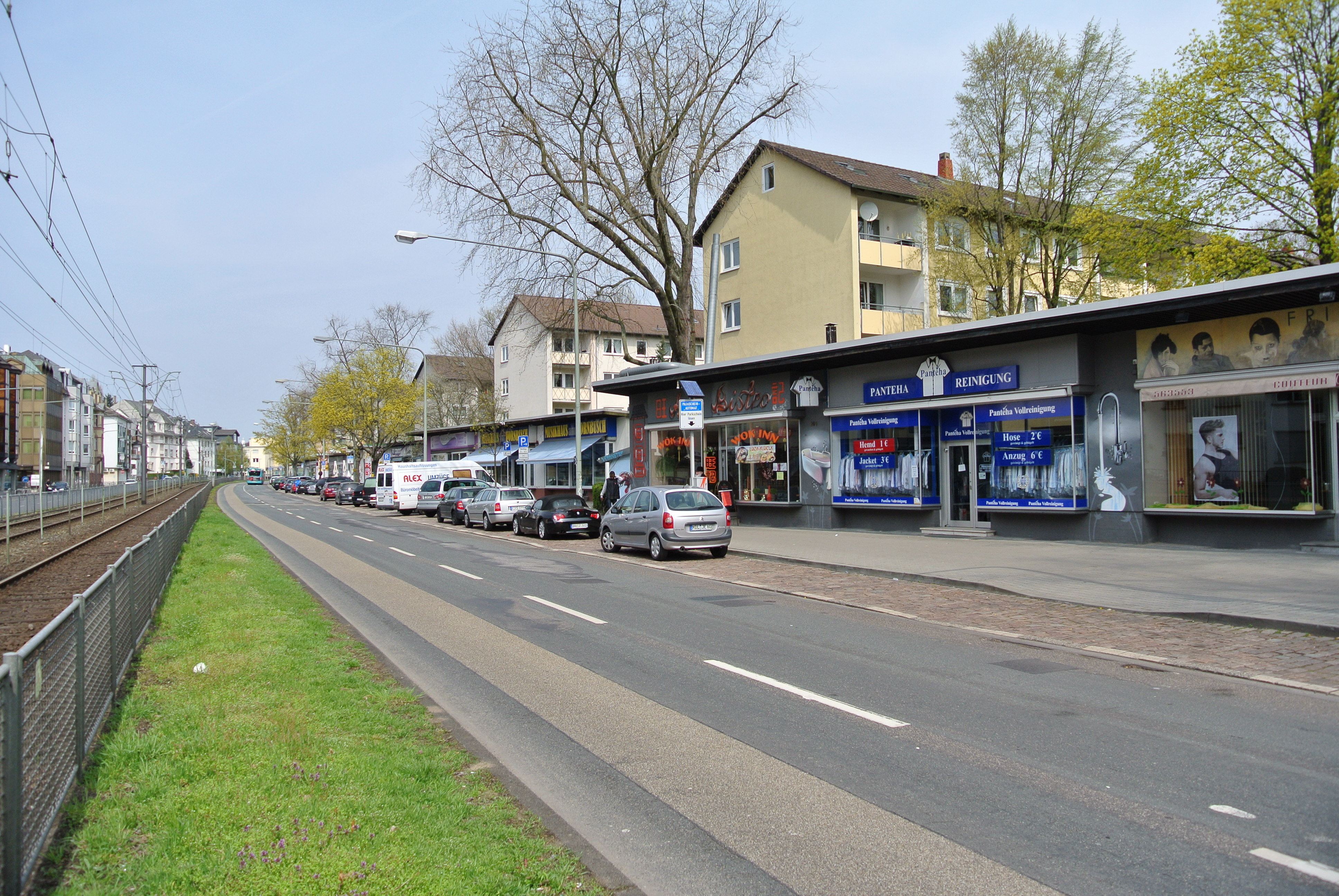
Dornbusch-Siedlung: Eschersheimer Landstraße, Südteil

## Infrastruktur
Die Siedlung Dornbusch West ist durch zahlreiche Infrastruktureinrichtungen gekennzeichnet. Dadurch hebt sie sich von anderen, reinen Wohnsiedlungen ab, die zur selben Zeit konzipiert wurden. Im Zuge des Siedlungsbaus wurden ein Bürgerhaus, mehrere Schulen, Kindertagesstätten, Läden und eine Grünanlage hergestellt. Etwas später folgte der Bau einer Kirche. Die Infrastruktur sowie weitere Einrichtungen und Läden im Umfeld bilden das Zentrum des Stadtteils Dornbusch.
Eingeschossige Ladenpavillons prägen das Bild der Siedlung entlang der Eschersheimer Landstraße. Sie tragen zum urbanen Charakter der Siedlung bei. Das ursprünglich errichtete Bürgerhaus wurde in den 1990er Jahren durch das neue Haus Dornbusch mit Bücherei, Meldestelle, weiteren Läden und Gastronomie ersetzt.
Fünf Schulen befinden sich in der Siedlung: Im Osten liegen das Gymnasium Wöhlerschule und die Grundschule Heinrich-Seliger-Schule. Im Norden befinden sich die Realschule Anne-Frank-Schule sowie die zwei Förderschulen Viktor-Frankl-Schule und Hermann-Herzog-Schule. Benachbart liegt die Kindertagesstätte 38. In der Mitte der Siedlung wurde eine Grünanlage mit Spielplatz geschaffen. Im Norden sind Sportplätze. Die evangelische Dornbuschkirche wurde 1962 eingeweiht und 2004 durch einen Umbau verkleinert. Der westliche Teil der Siedlung ist denkmalgeschützt.